# Liberty Bowl 2014
Match précédent Match suivant
Le Liberty Bowl 2014 est un match de football américain de niveau universitaire joué après la saison régulière de 2014, le 29 décembre 2014 au Liberty Bowl Memorial Stadium à Memphis au Tennessee.
Il s'agissait de la 56e édition du Liberty Bowl.
Le match a mis en présence les équipes de Texas A&M Aggies issue de la Southeastern Conference et de West Virginia Mountaineers issue de la Big 12 Conference.
Il a débuté à 01:02 pm (heure locale) et a été retransmis en télévision sur ESPN.
Sponsorisé par la société Autozone (chaine de magasins de pièces et d'accessoires automobile), le match fut officiellement dénommé l'Autozone Liberty Bowl 2014.
Texas A&M Aggies gagne le match sur le score de 45 à 37.

## Présentation du match
Le match a opposé les Aggies de Texas A&M issus de la SEC et les Mountaineers de la Virginie-Occidentale issus de la Big 12.
Il s'agissait de la toute 1re rencontre entre ces deux équipes.

### Aggies de Texas A&M
Avec un bilan global en saison régulière de 7 victoires et 5 défaites, Texas A&M Aggies est éligible et accepte l'invitation pour participer au Liberty Bowl de 2014.
Ils terminent 6e de la Western Division de la SEC derrière #4 Alabama, #11 Mississippi State, #17 Ole Miss, #22 Auburn et  LSU, avec un bilan en division de 3 victoires et 5 défaites.
Il s'agit de leur 1er apparition au Liberty Bowl.

### Mountaineers de la Virginie-Occidentale
Avec un bilan global en saison régulière de 7 victoires et 5 défaites, West Virginia Mountaineers est éligible et accepte l'invitation pour participer au Liberty Bowl de 2014.
Ils terminent 6e de la Big 12 Conference derrière #7 Baylor, #3 TCU, #18 Kansas State, Oklahoma et Texas, avec un bilan en conférence de 5 victoires et 4 défaites.
Il s'agit de leur 1er apparition au Liberty Bowl.

## Résumé du match
Début du match à  01:02 pm (heure locale), fin à 05:01 pm soit 03H59 de jeu.
Ciel nuageux, vent de NE de 8 à 16 km/h, température moyenne de 2 °C.
| ÉVOLUTION DU SCORE du LIBERTY BOWL 2014 |                              |                              |                              |                              |                              | |       |       |
| QT                                      | Temps                        | Drive                        | Drive                        | Drive                        | Équipe                       | Description de l'action | Score | Score |
|                                         |                              | Jeux                         | Yards                        | TDP                          |                              | | TA&M  | WVM   |
| 1                                       | 11:55                        | 1                            | 44                           | 00:09                        | TA&M                         | TD de 44 yards par Josh Reynolds à la suite d'une réception d'une passe de QB Kyle Allen + 1 point de conversion par kicker Josh Lambo      | 7     | 0     |
| 1                                       | 07:49                        | 10                           | 56                           | 04:06                        | WVU                          | FG de 32 yards par kicker Josh Lambert | 7     | 3     |
| 1                                       | 05:12                        | 5                            | 58                           | 01:32                        | WVU                          | TD de 45 yards par Mario Alford à la suite d'une réception d'une passe de Skyler Howard + 1 point de conversion par kicker Josh Lambert     | 7     | 10    |
| 1                                       | 04:54                        | –                            | –                            | –                            | WVU                          | TD de 35 yards à la suite d'une interception de KJ Dillon + 1 point de conversion par kicker Josh Lambert                                   | 7     | 17    |
| 1                                       | 01:28                        | 11                           | 89                           | 03:26                        | TA&M                         | TD de 40 yards par Trey Williams own reception from Kyle Allen + 1 point de conversion par kicker Josh Lambo                                | 14    | 17    |
| 1                                       | 00:00                        | 6                            | 66                           | 01:28                        | WVU                          | FG de 40 yards par kicker Josh Lambert | 14    | 20    |
| 2                                       | 12:35                        | 6                            | 60                           | 02:25                        | TA&M                         | TD de 11 yards par Malcome Kennedy à la suite d'une réception d'une passe de QB Kyle Allen + 1 point de conversion par kicker Josh Lambo    | 21    | 20    |
| 2                                       | 11:56                        | 2                            | 52                           | 00:39                        | WVU                          | TD de 49 yards par Kevin White à la suite d'une réception d'une passe de QB Skyler Howard + 1 point de conversion par kicker Josh Lambert   | 21    | 27    |
| 2                                       | 00:53                        | 12                           | 90                           | 03:24                        | TA&M                         | TD par Kyle Allen à la suite d'une course de 14 yards + 1 point de conversion par kicker Josh Lambo                                         | 28    | 27    |
| 3                                       | 11:33                        | 7                            | 57                           | 02:27                        | TA&M                         | FG de 26 yards par kicker Josh Lambo | 31    | 27    |
| 3                                       | 07:44                        | 6                            | 54                           | 02:46                        | TA&M                         | TD par Trey Williams à la suite d'une course de 18 yards + 1 point de conversion par kicker Josh Lambo                                      | 38    | 27    |
| 3                                       | 05:10                        | 10                           | 62                           | 02:34                        | WVU                          | FG de 31 yards par kicker Josh Lambert | 38    | 30    |
| 3                                       | 00:22                        | 11                           | 73                           | 04:48                        | TA&M                         | TD de 9 yards par Malcome Kennedy à la suite d'une réception d'une passe de QB Kyle Allen + 1 point de conversion par kicker Josh Lambo     | 45    | 30    |
| 4                                       | 02:32                        | 9                            | 91                           | 01:47                        | WVU                          | TD de 4 yards par Elijah Wellman à la suite d'une réception d'une passe de QB Skyler Howard + 1 point de conversion par kicker Josh Lambert | 45    | 37    |
| "TDP" = temps de possession.            | "TDP" = temps de possession. | "TDP" = temps de possession. | "TDP" = temps de possession. | "TDP" = temps de possession. | "TDP" = temps de possession. | "TDP" = temps de possession. | 45    | 37    |

## Statistiques
| Statistiques par Équipes               | Statistiques par Équipes | Statistiques par Équipes |
| Statistiques                           | TA&M                     | WVM                      |
| -------------------------------------- | ------------------------ | ------------------------ |
| 1er downs                              | 28                       | 21                       |
| Conversion de 3e Down                  | 6/16                     | 5/19                     |
| Conversion de 4e Down                  | 1/2                      | 1/2                      |
| Jeux–yards                             | 83 leux pour 529 yards   | 77 jeux pour 472 yards   |
| Yards à la course                      | 235 yards                | 126 yards                |
| Yards à la passe                       | 294 yards                | 346 yards                |
| Passes : Réussies-Tentées-Interceptées | 22/35 -1 Int.            | 20/45 - 0 Int.           |
| Réussite en zone rouge/chances         | 5/5                      | 3/4                      |
| TD                                     | 4                        | 1                        |
| Field Goals                            | 1/1                      | 2/2                      |
| Sacks (Nombre-Yards perdus)            | 3 (23 yards perdus)      | 2 (17 yards perdus)      |
| Fumbles (Nombre/Perdus)                | 1 (0)                    | 0 (0)                    |
| Pénalités (Nombre/Yards perdus)        | 8 / 102 yards perdus     | 7 / 45 yards perdus      |
| Temps de possession                    | 33:27                    | 26:22                    |

| Meilleur Joueur (MVP) | Meilleur Joueur (MVP) | Meilleur Joueur (MVP) |
| --------------------- | --------------------- | --------------------- |
| Nom                   | Équipe                | Poste                 |
| Kyle Allen            | Texas A&M             | QB                    |

| Statistiques Individuelles | Statistiques Individuelles | Statistiques Individuelles                     |
| -------------------------- | -------------------------- | ---------------------------------------------- |
| Quaterbacks                |                            |                                                |
| TA&M                       | Kyle, Allen                | 22/35, 1 Int., 294 yards, 4 TDs, 2 sacks subis |
| WVM                        | Howard, Skyler             | 20/45, 0 Int., 346 yards, 3 TDs, 3 sacks subis |
| Meilleurs Coureurs         |                            |                                                |
| TA&M                       | Tra, Carson                | 25 courses, 139 yards, 0 TD                    |
| WVM                        | Smallwood, W.              | 8 courses, 77 yards, 0 TD                      |
| Meilleurs Receveurs        |                            |                                                |
| TA&M                       | Malcome, Kennedy           | 7 Réc., 82 yards, 2 TDs                        |
| WVM                        | White, Kevin               | 7 Réc., 129 yards, 1 TD                        |
| Meilleurs Tackleurs        |                            |                                                |
| TA&M                       | Donovan, Wilson            | 8 tackles, 1 assiste                           |
| WVM                        | Joseph, Karl               | 7 tackles, 3 assistes                          |